# Santi Gioacchino e Anna alle Quattro Fontane

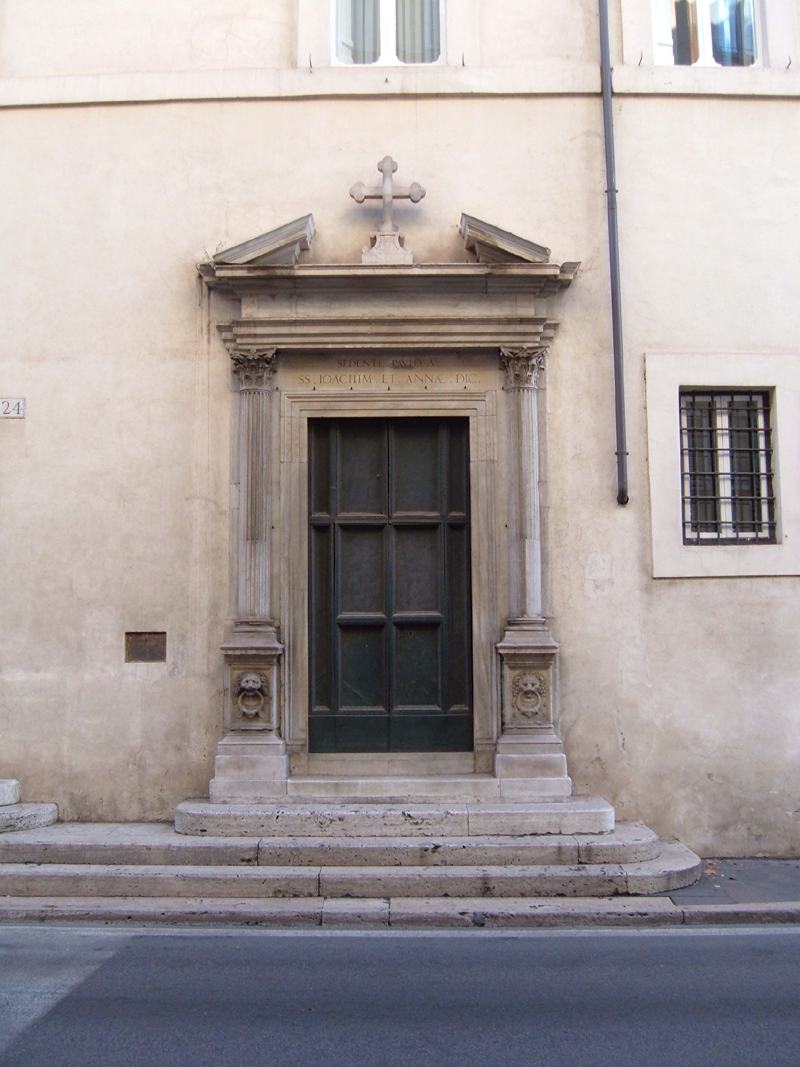
Das Portal

Santi Gioacchino e Anna, italienisch Chiesa dei Santi Gioacchino e Anna alle Quattro Fontane, auch SS. Anna e Gioacchino und Santi Gioacchino e Anna alle Quattro Fontane, ist eine kleine Kirche in Rom. Sie entstand im frühen 17. Jahrhundert und ist seit der Mitte des 19. Jahrhunderts die Kirche des Belgischen Kollegs.

## Lage
Die Kirche liegt im I. römischen Rione Monti unmittelbar neben dem zu San Carlo alle Quattro Fontane gehörenden Gebäude mit dem bekannten Kreuzgang.

## Geschichte und Baugeschichte
Der Teresianische Karmel hatte zu Beginn des 17. Jahrhunderts das Anliegen, ein Hospiz in Rom einrichten zu wollen, wozu sie an dieser Stelle ein bebautes Grundstück erwarben. Nach Genehmigung durch Papst Paul V. konnten sie die heutige Kirche von 1607 bis 1611 errichten. Unsicher ist die Zuschreibung des Baus an Alessandro Sperone als Architekten. Der Bau blieb im Besitz des Ordens bis zum Einmarsch napoleonischer Truppen 1809. König Karl IV. von Spanien und seine Gemahlin kauften Kirche und Kloster später und übergaben sie einer anderen Kongregation, den Adoratrici Perpetue del Santissimo Sacramento, die sie ihrerseits 1839 gegen eine andere Kirche eintauschten. 1846 wurde die Kirche dem Belgischen Kolleg als Seminarkirche zugewiesen. Die letzte Restaurierung wurde 1931 vorgenommen.

## Portal
Das Portal ist sehr schlicht gehalten. Jeweils eine Säule auf beiden Seiten nach Korinthischer Ordnung flankiert das Tor. Die Säulen sind kanneliert und sitzen auf Sockeln mit Löwenköpfen auf. Oberhalb des Architravs schließt ein gesprengter Dreiecksgiebel mit einem mittigen Kreuz die Konstruktion ab.

## Inneres und Ausstattung
Die kleine Kirche beginnt nicht unmittelbar nach dem Portal, ein längerer Gang trennt die beiden Bauteile. Sie ist von der Grundstruktur her ein Zentralbau mit dem Grundriss eines Griechischen Kreuzes. Die Kirche hat über dem Zentralraum eine Kuppel ohne Tambour. Die Kuppel trägt eine Laterne. Der Bau hat, außer der Eingangsseite, entsprechend seiner Grundform noch den Chor, der mit einem Tonnengewölbe gedeckt ist und zwei Seitenkapellen. Die Wände des Zentralraumes werden von Pilastern nach Korinthischer Ordnung gegliedert. Die Pendentifs der Kuppel sind freskiert, sie enthalten Darstellung von vier Heiligen, die – auch – in Belgien missionierten, es sind die Heiligen Willibrord, Landoald, Rumold und Eleutherius. Die Fresken wurden im 19. Jahrhundert geschaffen.
Die Durchgänge zu den Kapellen enthalten Ölgemälde des Barockmalers Pietro Nelli, eines Lehrers Francesco Zuccarellis. 
Der Altar der rechten Seitenkapelle wird von geschraubten Säulen nach Kompositordnung flankiert, das Gemälde der Maria auf dem Altarretabel ist eine Arbeit aus der Gründungszeit der Kirche.
Die linke Seitenkapelle enthält Grabmäler von belgischen Zuaven, die in päpstlichen Diensten standen und zumeist in der Schlacht bei Mentana am 3. November 1867 kämpften oder fielen. Mit einer Inschrift wird an die belgischen Gründer des Kollegs erinnert, darunter auch an den Kardinal Engelbert Sterckx.
Der Chor mit dem Hochaltar enthält eine Scheinkuppel, sie ist gemalt. Die Wände des Chors werden von Pilastern nach Toskanischer Ordnung gegliedert. Das Altarblatt des Hochaltars enthält ein Gemälde der Kirchenpatrone, es stammt aus dem 17. Jahrhundert.